# Ásmundur Sveinsson
Ásmundur Sveinsson, né le 20 mai 1893 à Kolsstadir (dans le Dalasýsla en Islande) et décédé le 9 décembre 1982 à Reykjavik, est un sculpteur islandais.

## Œuvres

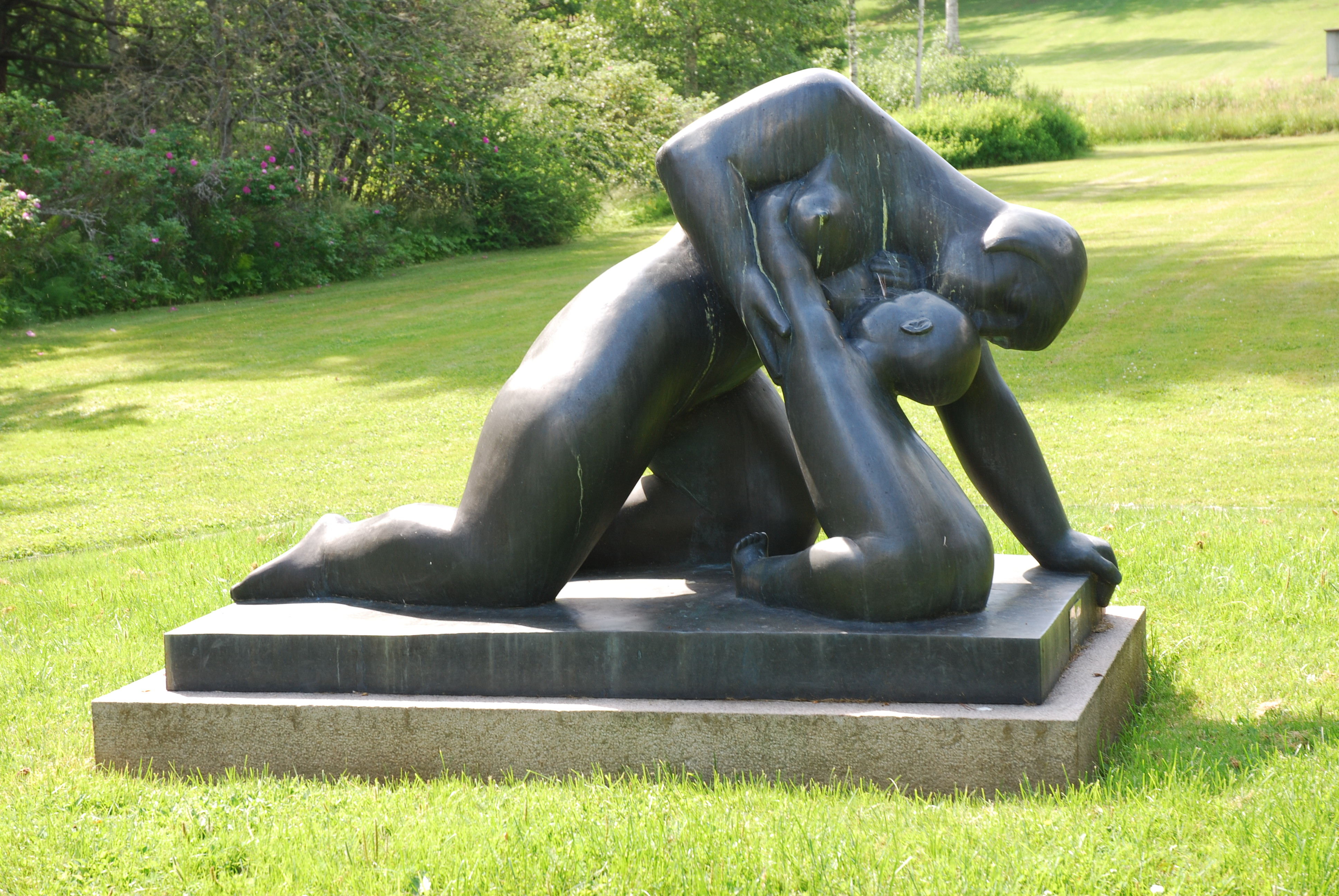